# Slurfbij
De slurfbij (Rophites quinquespinosus) is een vliesvleugelig insect uit de familie Halictidae. De wetenschappelijke naam van de soort is voor het eerst geldig gepubliceerd in 1808 door Spinola.